# 里亞日斯克
53°42′N 40°04′E / 53.700°N 40.067°E
里亞日斯克（俄语：Ряжск）是俄羅斯梁贊州南部的一個城市，位於州府梁贊以南115公里。2018年人口21,457人。
里亞日斯克於1502年建立。1778年正式建市。